# Кров (серіал)
Кров (кор. 블러드) — південнокорейський медичний телесеріал що транслювався щопонеділка та щовівторка з 16 лютого 2015 по 21 квітня 2015 на телеканалі KBS2.

## Сюжет
Команда вчених у 1960-х роках проводить досліди в одній з європейських країн та знаходить невідомий вірус. Випадково частина вчених серед яких були батьки Чі Сана, заражається цим вірусом, з'ясовується що він викликає вампіризм. Батьки Чі Сана намагаються щосили знайти від нього ліки, та один злий геній намагається вигідно скористатися своїми новими можливостями.
Минає декілька десятиліть. В один з найбільших у Сеулі шпиталів приїздить працювати молодий талановитий хірург Пак Чі Сан, він практично одразу підкорює колег своїми здібностями, але здається оточуючим надто холодним та бездушним. Але такий він не з власної волі, це наслідок того що він старанно приховує від людей що хворий на вампіризм. Подолати жагу до крові йому допомагають спеціальні препарати, але він мріє остаточно вилікуватися та жити нормальним життям. В той самий час в шпиталі з'являється новий директор Лі Че Ук, який приводить з собою цілу команду нових фахівців, які одразу відкривають нове відділення з суворим пропускним режимом, та відбирають туди найтяжчих хворих яким обіцяють повне одужання якщо вони погодяться взяти участь у випробуванні нових ліків. Через деякий час серед персоналу шпиталю починають з'являтися чутки що за зачиненими дверима відділення коїться щось не добре, але з'ясувати нічого неможливо через сувору заборону нового директора. Найбільше це дратує Ю Ріту яка користуючись тим що її дядько президент корпорації що володіє шпиталем, звикла що для неї немає зачинених дверей. Чі Сана також хвилює те що коїться в шпиталі, випадково побачивши як ведуть себе пацієнти таємничого відділення він розуміє що на них випробовують препарати що виготовлені з вірусу вампіризму. Але звідки взяла нова команда зразок вірусу та чому вони отримали повну підтримку від дядька Ріти?

## Акторський склад

### Головні ролі
- Ан Че Хьон — у ролі Пак Чі Сана. Талановитий молодий хірург який за допомогою спеціальних препаратів приховує що він вампір. Він високо цінує кожне людське життя, та намагається допомогти навіть у здавалося безнадійних випадках. Його єдина мрія винайти ліки від вампіризму та жити як звичайна людина[1][2].
- Чі Чін Хі — у ролі Лі Че Ука. Хірург, головний лікар та директор великого шпиталю, цинічна та жорстока людина. Також вампір, але його мрія винайти ліки від важких хвороб за допомогою вірусу вампіризму. Він незважає на кількість жертв від його дослідів, на його думку головна мета завжди виправдовує все.
- Ку Хє Сон — у ролі Ю Ріти / Ю Че Ин. Амбітна молода лікар-хірург яку дуже дратує поява Чі Сана якого всі навкруг вважають талановитішим за неї, тому вона починає прискіпливо придивлятися до нього[3].

### Другорядні ролі
- Чон Хе Ін — у ролі Чу Хьон У. Єдиний друг Чі Сана, талановитий молодий вчений хімік який постійно вдосконалював препарати що допомагали Чі Сану приховувати вампіризм та найдійніш долати жагу до крові[4].
- Чон Хє Сон — у ролі Чхве Су Ин. Краща подруга Ріти, працює помічницею завідувача лабораторії[5].
- Сон Су Хьон — у ролі Мін Га Йон. Ординатор першого року, тиха та непомітна дівчина, але з нею теж не все так просто як здається.
- Чін Кьон[en] — у ролі Чхве Кьон Ін. Заступниця директора шпиталю.
- Кім Кап Су[en] — у ролі Ю Сок Джу. Дядько Ріти та президент чеболю що володіє шпиталем.
- Кім Ю Сок[en] — у ролі Чон Чі Тхе. Завідувач лабораторії.
- Рю Су Йон — у ролі Пак Хьон Со. Батько Чі Сана.
- Пак Чу Мі[en] — у ролі Хан Сон Йон. Мати Чі Сана.
- Лі Чі Хун[en] — у ролі Джея. Головний помічник Че Ука, вампір який ліквідовує піддослідних.
- Квон Хьон Сан[en] — у ролі Нам Чхоль Хуна. Помічник Че Ука.
- Сон Сук — у ролі черниці Сільвії.
- Пек Син Хван[en] — у ролі Пак Чі Сана у підлітковому віці.

## Рейтинги
- Найнижчі рейтинги позначені синім кольором, а найвищі — червоним кольором.

| Серія            | Прем'єра         | Рейтинг        | Рейтинг      | Рейтинг        | Рейтинг     |
| Серія            | Прем'єра         | TNmS Ratings   | TNmS Ratings | AGB Nielsen    | AGB Nielsen |
| Серія            | Прем'єра         | По всій країні | Сеул         | По всій країні | Сеул        |
| ---------------- | ---------------- | -------------- | ------------ | -------------- | ----------- |
| 1                | 16 лютого 2015   | 5,3 %          | 6 %          | 5,2 %          | 6 %         |
| 2                | 17 лютого 2015   | 4,9 %          | 5,3 %        | 4,7 %          | 5,1 %       |
| 3                | 23 лютого 2015   | 6,1 %          | 6,3 %        | 6%             | 6,2%        |
| 4                | 24 лютого 2015   | 5,8 %          | 5,9 %        | 5,5 %          | 5,6 %       |
| 5                | 2 березня 2015   | 4,6 %          | 4,5 %        | 4,1 %          | 6,5 %       |
| 6                | 3 березня 2015   | 5,5 %          | 5,5 %        | 5,4 %          | 5,4 %       |
| 7                | 9 березня 2015   | 4,4%           | 5,2 %        | 4,4 %          | 5,2 %       |
| 8                | 10 березня 2015  | 4,4%           | 4,7 %        | 4,5 %          | 4,8 %       |
| 9                | 16 березня 2015  | 4,6 %          | 4,6 %        | 4,3 %          | 4,3 %       |
| 10               | 17 березня 2015  | 5,1 %          | 4,9 %        | 5,6 %          | 5,4 %       |
| 11               | 23 березня 2015  | 4,4%           | 3,7%         | 3,8%           | 3,1%        |
| 12               | 24 березня 2015  | 4,9 %          | 4 %          | 4,5 %          | 3,6 %       |
| 13               | 30 березня 2015  | 4,8 %          | 4,9 %        | 4,2 %          | 4,3 %       |
| 14               | 31 березня 2015  | 5,6 %          | 6,4 %        | 5,3 %          | 5 %         |
| 15               | 6 квітня 2015    | 5,3 %          | 5,5 %        | 4,4 %          | 4,6 %       |
| 16               | 7 квітня 2015    | 5,3 %          | 5,5 %        | 5 %            | 5,2 %       |
| 17               | 13 квітня 2015   | 5,3 %          | 5,4 %        | 3,8%           | 3,9 %       |
| 18               | 14 квітня 2015   | 5,3 %          | 5 %          | 4,4 %          | 4,1 %       |
| 19               | 20 квітня 2015   | 6,4%           | 6,5%         | 4,7 %          | 4,8 %       |
| 20               | 21 квітня 2015   | 5,4 %          | 5,5 %        | 5 %            | 5,1 %       |
| Середній рейтинг | Середній рейтинг | 5,2%           | 5,3%         | 4,7%           | 4,8%        |